# Virgiliu Dan Negrea
Virgiliu Dan Negrea (n. 16 ianuarie 1942, Brădișoru de Jos – d. 6 mai 2009, Timișoara) a fost un profesor universitar la Facultatea de Mecanică a Universității Politehnica Timișoara, membru titular al Academiei de Științe Tehnice din România, cunoscut pentru contribuțiile sale în domeniul motoarelor și a poluării generate de ele.

## Date biografice
S-a născut în localitatea Brădișoru de Jos (Măidan).
În perioada 1959-1964 a urmat cursurile Facultății de Mecanică din Timișoara, pe care le-a absolvit ca șef de promoție, cu diplomă de merit. A fost reținut asistent universitar la catedra de Mașini Termice, parcurgând toate treptele didactice, devenind profesor în 1991. În 1976 obține titlul de doctor inginer, cu teza „Contribuții la calculul fenomenului de undă din conductele de admisie ale m.a.c. în patru timpi”. Din 1990 a fost conducător de doctorat, domeniul inginerie mecanică, finalizând conducerea tezelor a 26 de doctoranzi (25 la începutul anului 2008.)
În anul 2007, împlinind 65 de ani, se pensionează, continuând conducerea doctoranzilor până în momentul decesului.

## Activitatea științifică
A fost membru al asociațiilor:
- Academia de Științe Tehnice din România (ASTR): membru corespondent (2004), titular (2006).
- Asociația Generală a Inginerilor din România (AGIR).
- Societatea Română a Termotehnicienilor (SRT).
- Asociația Balcanică pentru Protecția Mediului (BEnA).

A făcut parte din corpul experților tehnici din România.
Funcții deținute:
- 1972-1977: Prodecan și secretar științific al Facultății de Mecanică.
- 1977-1990: Director al Institutului Național de Motoare Termice (INMT), filiala Timișoara.
- 1995-1998: Șef al catedrei de Termotehnică, Mașini Termice și Autovehicule Rutiere din Facultatea de Mecanică.
- 1998-2004: Director al departamentului de Mașini Termice și Transporturi din Facultatea de Mecanică.

A publicat 398 de lucrări științifice, dintre care 23 de cărți. Este titularul a două brevete de invenții.

## Distincții
- Premiul „Traian Vuia” 2005 al Academiei Române[2] pentru lucrarea „Procese în motoare cu ardere internă - Economicitate - Combaterea poluării”.
- Doctor honoris causa al Universității din Oradea.